# Elena Illeditsch
Elena Illeditsch (* 5. Dezember 1990 in Nördlingen) ist eine deutsche Triathletin.

## Werdegang
Elena Illeditsch ist seit 2015 im Triathlon aktiv und war von 2015 bis 2016 Teil des Erdinger Alkoholfrei Perspektivteams.

### Triathlon-Profi seit 2020
Seit 2020 startet sie als Profi-Athletin. Zuvor war sie im Laufsport, insbesondere auf der Marathon-Distanz aktiv. 2014 gewann sie den Würzburg-Marathon in 2:58:02 Stunden.
2015 wurde Illeditsch beste Agegrouperin beim Challenge Prag auf der Mitteldistanz und gewann auf der Langdistanz ebenfalls die Agegroup-Wertung beim Ironman Italy Emilia-Romagna in Cervia. 2017 gewann sie die Mitteldistanz beim Triathlon Erlangen.
Ihr Profi-Debüt hatte sie beim Ironman 70.3 Dubai im Februar 2020, bei dem sie Achte wurde. Im September 2021 wurde Illeditsch, als zweitbeste Deutsche, Achte bei der Challenge Roth und belegte damit den vierten Rang bei der Europameisterschaft auf der Langdistanz.
Eine Woche später gewann sie die Mitteldistanz beim Triathlon Ingolstadt.
Im Oktober desselben Jahres wurde sie Sechste beim Ironman Mallorca.
Im April 2022 wurde die 31-Jährige Zweite im Ironman South Africa und qualifizierte sich damit für die Ironman-Weltmeisterschaften im Oktober auf Hawaii.
Im Mai 2023 konnte sie erneut den Triathlon Ingolstadt gewinnen.
Illeditsch wird trainiert von Tobias Heining und lebt in Lauchheim.
Illeditsch hat Energie- und Umweltsystemtechnik in Ansbach studiert und arbeitet Vollzeit in einem Ingenieurbüro.

## Sportliche Erfolge
|               | Rang | Wettbewerb               | Austragungsort | Zeit     | Bemerkung                                                                      |
| ------------- | ---- | ------------------------ | -------------- | -------- | ------------------------------------------------------------------------------ |
| 22. Sep. 2024 | 12   | Challenge San Remo       | San Remo       | 05:08:59 |                                                                                |
| 11. Mai 2024  | 17   | Ironman 70.3 Mallorca    | Alcúdia        | 04:45:26 |                                                                                |
| 21. Mai 2023  | 1    | Ingolstadt Triathlon     | Ingolstadt     | 04:10:06 |                                                                                |
| 5. März 2022  | 9    | Ironman 70.3 Dubai       | Dubai          | 04:15:19 |                                                                                |
| 12. Sep. 2021 | 1    | Ingolstadt Triathlon     | Ingolstadt     | 03:53:43 | auf der Mitteldistanz mit 1,9 km Schwimmen, 78 km Radfahren und 20,2 km Laufen |
| 30. Mai 2021  | 17   | Challenge St. Pölten     | St. Pölten     | 04:51:05 |                                                                                |
| 7. Feb. 2020  | 8    | Ironman 70.3 Dubai       | Dubai          | 04:16:34 |                                                                                |
| 30. Juli 2017 | 1    | M-net Triathlon Erlangen | Erlangen       | 04:05:43 | Mitteldistanz-Debüt mit 2 km Schwimmen, 86 km Radfahren und 21 km Laufen       |
| 26. Juni 2016 | 1    | Chiemsee Triathlon       | Chieming       | 02:18:20 | auf der olympischen Distanz                                                    |

| Datum/Jahr    | Rang | Wettbewerb                                                   | Austragungsort | Zeit     | Bemerkung                                                                       |
| ------------- | ---- | ------------------------------------------------------------ | -------------- | -------- | ------------------------------------------------------------------------------- |
| 7. Juli 2024  | 15   | Challenge Roth                                               | Roth           | 09:05:08 |                                                                                 |
| 25. Juni 2023 | 11   | Challenge Roth                                               | Roth           | 09:28:42 |                                                                                 |
| 6. Okt. 2022  | 26   | Ironman Hawaii                                               | Hawaii         | 09:47:36 | [ 20 ]                                                                          |
| 3. Apr. 2022  | 2    | Ironman South Africa                                         | Port Elizabeth | 08:34:00 | verkürzte Schwimmdistanz (700 m Schwimmen, 180 km Radfahren und 42,2 km Laufen) |
| 16. Okt. 2021 | 6    | Ironman Mallorca                                             | Alcúdia        | 09:16:17 |                                                                                 |
| 5. Sep. 2021  | 4    | ETU Challenge Long Distance Triathlon European Championships | Roth           | 08:45:54 | als Achte bei der Challenge Roth; Radstrecke auf 170 km verkürzt                |
| 21. Sep. 2019 | 8    | Ironman Italy                                                | Cervia         | 09:13:38 | beste Agegroup-Athletin                                                         |